# Dandelion – Eine Liebe in Idaho
Dandelion – Eine Liebe in Idaho (OT: Dandelion) ist ein US-amerikanisches Filmdrama aus dem Jahr 2004, das teilweise die Grenze zur Tragödie überschreitet. Regie bei dem Spielfilm führte Mark Milgard, die Hauptrolle wurde von Vincent Kartheiser gespielt. Der Titel Dandelion bezieht sich auf das englische Wort für Löwenzahn.

## Handlung
Zu Beginn des Films sieht man eine Naturaufnahme von einem Feld, auf diesem steht ein junger Mann, der sich die Mündung eines Revolvers in den Mund hält. Gleich darauf blendet die Kamera aus und man hört einen Schuss.
Mason Mullich, ein gewöhnlicher 16-jähriger Teenager aus Idaho, lebt mit seiner Familie still und abgelegen. Die Ehe seiner Eltern steht kurz vor dem Ende; als Masons psychisch gestörter Onkel Robert zu Besuch kommt, rastet Masons Vater Luke aus und es kommt zum Eklat.
Am darauffolgenden Tag trifft Mason auf ein Mädchen namens Danny, die gerade mit ihrer Mutter in die Kleinstadt gezogen ist. Sie freunden sich an und verabreden sich für den nächsten Tag. Mason stiehlt eine Kette mit einem goldenen Anhänger in Herzform aus dem Umzugswagen von Danny, während diese beschäftigt ist.
Luke, Masons Vater, will währenddessen seine Kandidatur zum Kreisvertreter öffentlich machen und stellt Wahlschilder in der ganzen Umgebung auf. Eines Tages klebt er Wahlplakate an, bis es Nacht wird. Er fährt in der Dunkelheit und bei strömendem Regen auf einer Landstraße, bis plötzlich ein Obdachloser vor Lukes Auto läuft und tödlich erfasst wird. Luke versucht den Toten wegzuschaffen und fährt zuerst nach Hause, wo er von Mason überrascht wird. Dieser fährt mit seinem Vater zum Unfallort zurück, im Glauben, dass das Auto seines Vaters im Schlamm stecken geblieben wäre. Luke bedeckt die ins Gebüsch gezogene Leiche mit Pflanzen und gibt seinem Sohn die Anweisung, so schnell wie möglich nach Hause zu fahren. Mason wartet ab, bis sein Vater weggefahren ist, dann steigt er aus seinem Wagen und rennt ins Gebüsch, wo er die Leiche des Obdachlosen entdeckt. Gleich darauf fährt ein Polizeiwagen vorbei und nimmt Mason mit.
Auf der Polizeiwache wird Mason verhört, er sagt jedoch nicht aus. Luke trifft kurz darauf ebenfalls auf dem Revier ein, sein Sohn verantwortet sich jedoch für ihn und nimmt die Schuld auf sich. Mason wird zu zwei Jahren Jugendgefängnis verurteilt.
Daraufhin sieht man kurze Sequenzen, die Masons Eltern zeigen, wie sie allein am Essenstisch sitzen, oder wie sie allein in die Kirche gehen. Zudem sieht man Masons Eltern am Grab von Lukes Bruder Robert. Die lange unterdrückten Emotionen von Masons Vater brechen durch und er weint in seiner Fabrik. Am selben Abend, als er sich schlafen legt, sieht man Luke nachdenken. Im selben Moment sieht man Mason genau dasselbe tun.
Es folgt die Einblendung: zwei Jahre später (two years later).
Mason ist wieder daheim, das Eheklima hat sich jedoch weiter verschlechtert, da die unausgesprochene Wahrheit – in diesem Fall die Schuld von Masons Vater – wie ein Damoklesschwert über der Familie schwebt.
Mason trifft seine ehemalige Freundin Danny wieder, diese ist aber schon mit dem Bruder von Eddie, Masons bestem Freund, zusammen. Sie schließt ihn dennoch sofort wieder ins Herz. Die beiden gehen gemeinsam auf eine Party, auf der Danny mit Mason schlafen will. Dieser wehrt jedoch ab. Er sagt ihr jedoch auch, wie viel sie ihm bedeutet und gibt ihr die goldene Kette zurück. Danny küsst Mason und sagt, dass sie ihn liebt.
Währenddessen jätet Masons Vater im Garten Unkraut, bis er ein Klirren hört. Er geht ins Haus, dort zerstört seine Frau gerade Vasen, Teller, Gläser und Geschirr. Sie bittet Luke mehr mit ihr zu reden, um die Ehe wenigstens ein bisschen zu erhalten. Luke erzählt ihr daraufhin die Wahrheit über den Autounfall vor zwei Jahren.
Am Tag darauf prügeln sich Masons Freund Eddie und dessen Bruder, bis Mason eingreift und Eddie somit rettet. Eddies Bruder droht Mason daraufhin mit dem Tod. Mason und Eddie gehen eine Landstraße entlang, bis sie auf Bahngleise stoßen, bei denen ein alter Mann steht. Eddie erklärt Mason, dass der alte Mann vor einem Jahr seine Frau verloren hat, die von einem Zug erfasst wurde. Jetzt steht der Mann jeden Tag an der Stelle und wartet.
Die Liebesbeziehung zwischen Mason und Danny wird inzwischen immer besser und sie sind glücklich miteinander. Dannys Mutter findet ihn ebenfalls sympathisch und bittet Danny, ihn zum Essen einzuladen.
Am nächsten Tag geht Danny mit Mason auf ein großes Feld, wo sie sich unterhalten und schließlich miteinander schlafen. Die beiden bleiben bis zum Sonnenaufgang auf dem Feld, man sieht in der Nacht Dannys Mutter, die ratlos ist, wo sich ihre Tochter befindet.
Masons Vater Luke will am darauffolgenden Tag mit seinem Sohn angeln gehen. Masons Mutter erklärt ihm, dass er nicht mitgehen müsse, wenn er nicht wolle. Mason antwortet, dass er aber mitgehen will. Am See kommt es schließlich zur Aussprache zwischen Luke und Mason und die beiden verzeihen einander.
Währenddessen kommt Danny nach Hause und sieht an der Außenwand ein Schild mit der Aufschrift Zu vermieten (for rent). Danny macht ihrer Mutter Vorwürfe, dass diese nur ihr Leben zerstören wolle und sie hasse.
Am selben Nachmittag sitzen Mason, Danny und Eddie auf der Ladefläche eines Pick-ups und Eddie bietet Danny Drogen an, die er von seinem Bruder bekommen hatte. Danny fragt Mason, ob er etwas dagegen habe, dieser antwortet mit nein. Viel später – Mason und Eddie sind eingeschlafen – geht Danny zum nahegelegenen See, taucht unter und bringt sich so selber um.
Am helllichten Tag erwacht plötzlich Mason und sieht sich nach Danny um. Er erkennt etwas Treibendes auf dem See, springt hinein und zieht die Leiche von Danny weinend aus dem See.
Inzwischen redet Masons Freund Eddie mit seinem Bruder, dieser zwingt ihn mit einer Morddrohung zur Falschaussage bei der Polizei. So sagt Eddie gegen Mason aus, dieser bekommt einen Haftbefehl. Masons Eltern bezahlen jedoch kurz darauf die Kaution.
Am nächsten Tag geht Mason zu Eddies Haus und sieht ihm nur in die Augen. Eddie will etwas sagen, doch Mason wendet sich von ihm ab.
Ein paar Stunden später besuchen Mason und Luke das Grab von Masons Onkel Robert. Luke sagt Mason, dass er ihn liebe, egal was passiere. Mason nickt und geht über das große Feld zum See, an dem Danny Selbstmord beging. Er versucht zunächst dasselbe, taucht jedoch wieder auf und geht zu den Bahngleisen, wo er auf den alten Mann trifft. Nachdem der Zug durchgefahren ist wartet Mason kurz ab, dann rennt er ihm hinterher und klettert auf einen Waggon.
Währenddessen sagt Masons Freund Eddie erneut bei der Polizei aus, diesmal gegen seinen Bruder.
Man sieht danach wieder den Zug, der wegfährt. Mit dieser Einstellung endet der Film.

## Produktion
Dandelion wurde von der Ballistic Media Group produziert. Die Verleihfirma ist International Film Circuit.
Der Film wurde in Moscow, Idaho gedreht.

## Kritik
VillageVoice.com schrieb, dass die „Atmosphäre“ überall auftrumpfe. Arliss Howard gebe eine „wunderbar impulsive Leistung“ als strenger Vater.
Cinema schrieb, „tolle Optik, hypnotische Musik und unvorhersehbare Wendungen machen Mark Milgards Regiedebüt sehenswert. Fazit: Träumerisch und fragil – wie die erste Liebe“.

## Auszeichnung
Independent Spirit Awards 2005
- Nominierung in der Kategorie Beste Kamera (Tim Orr)